# Код судбине
Код судбине (енгл. Knowing) је научнофантастични филм из 2009. који је режирао Алекс Пројас. Главну улогу у филму глуми Николас Кејџ. Филм је званично приказан у биоскопима 20. марта 2009.

## Прича
1959. током једне школске церемоније група ученика има за задатак да нацрта своје виђење будућности. Њихови радови биће запечаћени и чуваће се 50 година. Једна од ученица, Луцинда је међутим на свом папиру написала гомилу бројева који пола века касније падају у руке Кејлеба Костлера. Кејлебов отац, уважени професор астрофизике Џон Костлер (Николас Кејџ) убрзо схвата да наизглед насумице написани бројеви у ствари предвиђају тачне датуме и место највећих светских несрећа у протеклих 50 година. Он сазнаје да треба да се догоде још три катастрофе, од којих ће једна имати утицај на читаво човечанство а у коју је некако умешан и његов син. Уз помоћ Луциндине кћерке и унуке он започиње трку са временом како би зауставио неизбежно.
Слоган филма гласио је: Шта ће се десити када бројеви одброје? (What happens when the numbers run out?).

## Пријем код публике
Филм је добио осредње критике. Сајт Rotten Tomatoes доделио је филму оцену 4.7/10, Metacritic 41/100, док је Њујорк тајмс навео да ћете током предугих два сата једва дочекати да дође крај света као и да вас неће занимати да ли ће до краја све тајне бити откривене.